# Heinsia zanzibarica
Heinsia zanzibarica är en måreväxtart som först beskrevs av Wenceslas Bojer, och fick sitt nu gällande namn av Bernard Verdcourt. Heinsia zanzibarica ingår i släktet Heinsia och familjen måreväxter. Inga underarter finns listade i Catalogue of Life.